# Figury Widmanstättena

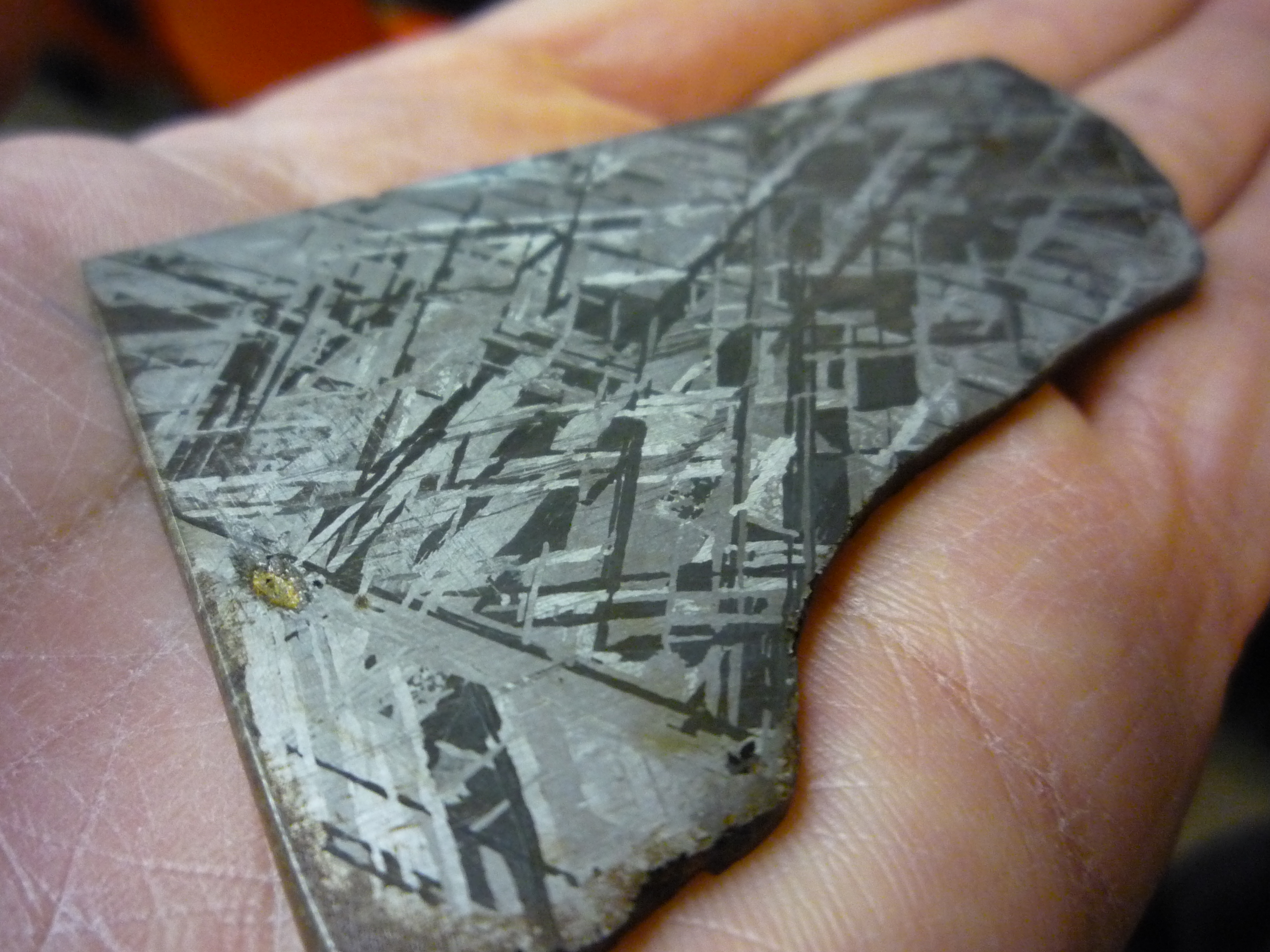
Przykład figur Widmanstättena

Figury Widmanstättena (zwane również strukturami Thomsona) – wzory widoczne na przekroju poprzecznym meteorytów żelaznych typu oktaedryt, są spotykane również w szybko schłodzonych żeliwach. Figury Widmanstättena tworzą przecinające się linie: grubsze kamacytu i cieńsze taenitu. Nazwa figur pochodzi od Aloisa von Widmanstättena, który w 1808 roku opisywał je w rozmowach.
Już wcześniej podobnymi badaniami zajmował się William Thomson będący z wykształcenia lekarzem. Badał on meteoryt z Sienny spadły w 1794 roku. W celu pozbycia się z meteorytów żelaznych rdzy używał kwasu azotowego. W 1804 roku opisał on trawienie płytek meteorytów rozcieńczonym kwasem azotowym co spowodowało ujawnienie wyraźnej struktury wewnętrznej. Opis ten jest o cztery lata starszy od opisu Widmanstättena, jednak ukazał się dopiero po śmierci Thomsona, a został zauważony dopiero w 1936 roku. Z tego też względu przez lata za pierwszego odkrywcę uważano Widmanstättena.